# Melina Perez
Melina Nava Perez (Los Angeles, Califórnia, 9 de Março de 1979) mais conhecida como Melina, é uma modelo, lutadora de wrestling profissional estadunidense e manager. É mais conhecida por seu trabalho na WWE

## Carreira

### Início
Perez começou sua carreira como uma concorrente de concurso de beleza vencendo a Miss Hawaiian Tropics Anaheim. Durante sua carreira como modelo, ela ganhou muitos concursos como, Group USA Bridal Show, Group USA Fashion Show e Ms. California Belleza Latina.
Em 2000, começou sua carreira de wrestling após assinar com o circuito independente, onde iniciou sua formação na escola de Jesse Hernandez, em San Bernardino, California.

### World Wrestling Entertainment / WWE (2004-2011)
No fim de 2002, fez um teste para a WWE mostrando-se resistente o suficiente, mas foi eliminada na primeira rodada e depois foi enviada a Al Snow para treiná-la.
Em março de 2004, Melina assinou um contrato com a WWE e foi enviada a Ohio Valley Wrestling, território de desenvolvimento da WWE. Em 5 de Agosto de 2011 teve seu contrato encerrado.
No dia 22 Julho de 2019, fez uma aparição na Raw, durante o WWE Raw Reunion.

### Circuito independente
Em 2012 retornou ao circuito independente, lutando em diferentes empresas.

## No wrestling
- Finishing moves
  - L. A. Sunset (Leg trap sunset flip powerbomb)[2]
  - Primal Scream(Inverted leg drop bulldog com um split–legged pin)
  - California Dream (WWE) / Kyrapractor (Circuito independente) (Inverted STF)[3]
  - Divastator (Kicking combination) – Circuito independente[3]
  - Kyranium Buster (Diving neckbreaker) – Circuito independente [3]
  - Charging 180° spinning facebuster
  - Extreme Makeover (Diving or a springboard spinning facebuster)
  - Frog splash – Circuito independente
- Manager Wrestlers 
  - Joey Mercury
  - Johnny Nitro
  - Mark Henry
  - Mick Foley
- Managers
  - Jillian Hall
  - Beth Phoenix
  - Mickie James
  - Kelly Kelly
- Nicknames
  - The A–List Diva[4]
  - The Barracuda (from WWE announcer Jim Ross)[5][6]
  - The (self–proclaimed) Most Dominant Diva in the WWE[7]
  - The Paparazzi Princess[8]
  - The Red Carpet Diva[8][9]
- Músicas tema
  - "What You Waiting For" – Gwen Stefani (OVW)
  - "Paparazzi" – RAW Greatest Hits: The Music (WWE)

## Campeonatos e prêmios
- WWE
  - WWE Women's Championship (3 vezes)
  - WWE Divas Championship (2 vezes)
- Pro Wrestling Illustrated
  - PWI a colocou como #8 das 50 melhores wrestlers femininas no PWI Female 50 em 2008.[10]
  - PWI a colocou como #3 das 50 melhores wrestlers femininas no PWI Female 50 em 2009.